# 首脳会談
首脳会談（しゅのうかいだん、英: summit conference）とは、国際社会における重要な問題について協議するため、各国の政府首脳が集まって行う会議・会談のことである。巨頭会談あるいは頂上会談とも呼ばれる。

## 一覧
- アルカディア会談
- ワシントン会談（英語版）
- ミュンヘン会談
- カイロ会談
- カサブランカ会談
- ケベック会談
- テヘラン会談
- マルタ会談
- ヤルタ会談
- ポツダム会談
- ウィーン会談
- 南北首脳会談
- 日朝首脳会談
- 米朝首脳会談
- 米露首脳会談